# Birong Ulu Manriah
Birong Ulu Manriah is een bestuurslaag in het regentschap Simalungun van de provincie Noord-Sumatra, Indonesië. Birong Ulu Manriah telt 1729 inwoners (volkstelling 2010).